# Савватьевское Лесничество
Савватьевское Лесничество — населенный пункт в Калининском районе Тверской области. Входит в состав Каблуковского сельского поселения.

## География
Находится в юго-восточной части Тверской области на расстоянии приблизительно 7 км на восток-юго-восток по прямой от города Тверь.

## История
Населенный пункт был отмечен ещё на карте 1940 года как дом лесника. На карте 1983 года уже отмечен под настоящим названием.

## Население
Численность населения: 5 человек (русские 100 %) в 2002 году, 1 в 2010.